# La Loye
La Loye ist eine französische Gemeinde im Département Jura in der zur Region Bourgogne-Franche-Comté. Sie gehört zum Arrondissement Dole und zum Kanton Mont-sous-Vaudrey. Die Nachbargemeinden sind Falletans im Norden, Augerans im Osten, Souvans im Süden, Nevy-lès-Dole im Südwesten sowie Parcey und Dole im Westen.

## Bevölkerungsentwicklung
| Jahr                       | 1962 | 1968 | 1975 | 1982 | 1990 | 1999 | 2008 | 2017 |
| -------------------------- | ---- | ---- | ---- | ---- | ---- | ---- | ---- | ---- |
| Einwohner                  | 457  | 444  | 399  | 480  | 508  | 509  | 541  | 551  |
| Quellen: Cassini und INSEE |      |      |      |      |      |      |      |      |

|  |  |